# The Graham Bond Organization
The Graham Bond Organization war eine britische Jazz/Rhythm-and-Blues-Gruppe der frühen 1960er Jahre. Graham Bond war Sänger, Keyboarder und Alt-Saxophonist; Jack Bruce war Bassist; Ginger Baker war Schlagzeuger; Dick Heckstall-Smith war Tenor- und Sopransaxophonist und John McLaughlin war Gitarrist der Gruppe. Die Band nahm zwei Alben in ihrer aktiven Zeit auf, außerdem wurden weitere Aufnahmen veröffentlicht, nachdem einzelne Bandmitglieder im Bereich des Progressive-Rock und der Jazz-Fusion Bekanntheit erlangt hatten. Die Schreibweise der Band variierte zwischen den einzelnen Veröffentlichungen, oft abhängig von der Zielgruppe. So schrieb sich die Band im britischen Englisch "Organisation" oder "ORGANisation" (Bonds ursprüngliche Idee), während sie in vielen Ländern außerhalb des UK "Organization" geschrieben wurde.

## Geschichte
Am Beginn des britischen Rhythm-and-Blues-Booms wurde die Graham Bond Organization durch ihren aggressiv gespielten R&B mit starken Jazz- und Blues-Elementen bekannt. Bond schrieb die meisten Stücke, ermutigte aber die anderen Musiker ebenfalls Material beizusteuern, z. B. "Dick's Instrumental" von Dick Heckstall-Smith sowie "Camels and Elephants" von Ginger Baker. In diesem Stück entwickelte der Schlagzeuger Ideen, die später in sein Paradestück "Toad" eingeflossen sind. Jack Bruce' Mundharmonika-dominierte Version von Peter Chathams "Train Time" wurde ein fester Bestandteil bei Konzerten von Cream.
Die erste reguläre Aufnahme in Originalbesetzung der Graham Bond Organization wurde unter dem Namen des Sängers Winston G. (Winston Gork) veröffentlicht. Als Schützling des ausgewanderten australischen Produzenten Robert Stigwood, begann Winston seine Karriere unter dem Pseudonym "Johnny Apollo". Anfang 1965 waren Winston und The Graham Bond Organization Teil der von Stigwwod organisierten UK-Tour mit Chuck Berry als Headliner (die Stigwood große Verluste einbrachte). Als Partner des gleichen Managements unterstützte The Graham Bond Organization Winston auf der Parlophone-Single "Please Don't Say" / "Like A Baby" (die A-Seite trägt den Hinweis "Arrangement directed by Graham Bond" und die B-Seite den Hinweis "Arrangement directed by Ginger Baker"). Die Band ging dann bei Decca Records unter Vertrag, die ihre Version von Don Covays "Long Tall Shorty" 1964 veröffentlichte, mit "Long Legged Baby" als B-Seite. Ihre bekannteste Single und zweite Veröffentlichung unter eigenem Namen war "Tammy" / "Wade in the Water", aufgenommen am 4. Januar 1965 in den Olympic Sound Studios in London. Das Stück erschien ebenfalls auf ihrem Debütalbum "The Sound of 65".
Die vierte Single enthielt die Stücke "Lease on Love" / "My Heart's in Little Pieces" (Juli 1965). Das Besondere an der A-Seite ist der Gebrauch eines Mellotron, das Bond auch bei verschiedenen Stücken auf der zweiten LP "There's a Bond Between Us" (November 1965) spielt. Das Album enthält außerdem Studio-Versionen der zwei erwähnten Instrumentalstücke. Die Single und die Album-Stücke gelten als erste Pop-Aufnahmen, die ein Mellotron beinhalten. "Lease On Love" ist mehr als ein Jahr vor dem ersten UK-Chart-Hit mit einem Mellotron erschienen (Manfred Manns "Semi-Detached Suburban Mr James" (Oktober 1966)) und mindestens 18 Monate bevor die Beatles das Mellotron mit "Strawberry Fields Forever" (Januar 1967) weltberühmt machten. Die Lieder für das zweite Album waren die letzten, die in Originalbesetzung eingespielt wurden, bevor Jack Bruce im August 1965 aus der Band geworfen wurde.
Die Gruppe wurde durch Drogenmissbrauch und Bakers Streit mit Bruce belastet. Rückblickend wird vermutet, dass Jack Bruce von Bond mit Ginger Baker ersetzt wurde, um Bruce feuern zu können, der kurzzeitig bei Manfred Mann eingestiegen war. Im Juli 1966 wurden Baker und Bruce dann von Eric Clapton gefragt, zusammen bei Cream zu spielen. Die Band nahm somit ohne Bruce das Stück "St. James Infirmary Blues" am 10. Januar 1966 auf. Der Song wurde in den USA auf dem Label Ascot veröffentlicht und fand kaum Beachtung. Bei dem Stück wirkte Mike Falana an der Trompete mit.
Bond besetzte die Organisation mit Jon Hisemann am Schlagzeug neu. Als Trio, Bond, Heckstall-Smith und Hiseman, nahmen sie die Single "You’ve Gotta Have Love Babe" / "I Love You" (beides von Graham Bond) am 18. Januar 1967 für Page One Records auf. Hiseman und Heckstall-Smith wechselten danach zu John Mayall & the Bluesbreakers um "Bare Wires" aufzunehmen (April 1968). Danach gründeten sie im Sommer 1968 zusammen mit Tony Reeves am Bass und Dave Greenslade am Keyboard Colosseum.
Kommerzielle Misserfolge, interne Streitigkeiten und Drogenprobleme brachten die Band dazu, sich Ende 1967 aufzulösen. Jedoch wurde ihr Einfluss schnell mit dem Erfolg von Blues und Progressive-Rock sowie steigenden Verkaufszahlen deutlich. Das Doppel-Album "Solid Bond", von Warner Bros. Records 1970 veröffentlicht, war eine Kompilation von Live-Aufnahmen des Graham Bond Quartet (Bond, McLaughlin, Bruce und Baker) aus dem Jahr 1963 sowie Studio-Aufnahmen der letzten Besetzung der Graham Bond Organization (Bond, Heckstall-Smith und Hiseman) aus dem Jahr 1966.
Graham Bond fand mit seinen früheren Bandkollegen in den frühen 1970er zusammen, spielte mit Ginger Baker’s Air Force zusammen und tourte eine kurze Zeit zusammen mit der Band von Jack Bruce. Anschließend unterzeichnete er einen Vertrag bei Vertigo Records und lebte zu dieser Zeit vermutlich drogenfrei. Jedoch befasste er sich zunehmend mit Schwarzer Magie. Bond starb im Mai 1974, als er an der Londoner Finsbury-Park-U-Bahn-Station vor eine Bahn stürzte.

## Diskografie

### Alben
- The Sound of '65 (2/1965; Columbia)
- There's a Bond Between Us (12/1965; Columbia)

### Singles
- Long Legged Baby (1964; Decca)
- Tell Me (I'm Gonna Love Again) (1965; Columbia)
- Tammy (1965; Columbia)
- Lease On Love (1965; Columbia)
- St. James Infirmary (2/1966; Columbia)
- You've Gotta Have Love Babe (1967; Page One)

### Kompilationen
- The Beginning of Jazz Rock (1977; Charly Records) (wurde unter verschiedenen Namen mehrmals wiederveröffentlicht)[8]
- Wade in the Water Classics, Origins & Oddities (2012; Repertoire)